# L. V.
 (janvier 2015).
Si vous disposez d'ouvrages ou d'articles de référence ou si vous connaissez des sites web de qualité traitant du thème abordé ici, merci de compléter l'article en donnant les références utiles à sa vérifiabilité et en les liant à la section « Notes et références ».
L. V. (initiales de « Large Variety »),Larry J. Sanders né le 2 décembre 1960 dans le quartier de South Los Angeles à Los Angeles, est un chanteur de RnB américain. Selon les sources, il serait né le 2 janvier 1956[source insuffisante] ou le 22 octobre 1954, voire le 21 novembre 1960.
Il est surtout connu pour sa collaboration avec le rappeur Coolio sur le single Gangsta's Paradise. Il a participé à un grand nombre de collaborations et a sorti cinq albums solo.
C'est également un membre du groupe South Central Cartel, il chante principalement sur les chorus.

## Discographie
| Titre                  | Détails de l'album                       | Meilleure position | Meilleure position | Meilleure position | Meilleure position |
| Titre                  | Détails de l'album                       | AUS                | ALL                | U.K.               | U.S. R&B           |
| ---------------------- | ---------------------------------------- | ------------------ | ------------------ | ------------------ | ------------------ |
| I Am L.V.              | - Sortie : 1996 - Label : Tommy Boy      | 96                 | 72                 | 139                | 100                |
| How Long               | - Sortie : 29 août 2000 - Label : Loud   | —                  | —                  | —                  | 59                 |
| Hustla 4 Life          | - Sortie : 17 mars 2010 - Label : P-Vine | —                  | —                  | —                  | —                  |
| Still L.V.             | - Sortie : 22 août 2012 - Label : Octave | —                  | —                  | —                  | —                  |
| The Art of Making Love | - Sortie : 15 mars 2017 - Label : ESMG   | —                  | —                  | —                  | —                  |